# Phoenicoprocta carminata
Phoenicoprocta carminata är en fjärilsart som beskrevs av George Francis Hampson 1901. Phoenicoprocta carminata ingår i släktet Phoenicoprocta och familjen björnspinnare. Inga underarter finns listade i Catalogue of Life.